# Násedlovice
Násedlovice (en allemand : Nasedlowitz) est une commune du district de Hodonín, dans la région de Moravie-du-Sud, en République tchèque. Sa population s'élevait à 859 habitants en 2020.

## Géographie
Násedlovice se trouve à 12 km à l'ouest de Kyjov, à 22 km au nord-ouest de Hodonín, à 33 km au sud-ouest de Brno et à 218 km au sud-est de Prague.
La commune est limitée par Uhřice au nord, par Želetice et Nenkovice à l'est, par Karlín et Hovorany au sud, et par Terezín et Krumvíř à l'ouest, et par Dambořice au nord-ouest.

## Histoire
La première mention écrite de la localité date de 1327.